# Кристиан Готтлоб Барт
Кристиан Готтлоб Барт (* 31 июля 1799 в Штутгарте ; † 12 ноября 1862 в Кальве ) был немецким протестантским пастором, пиетистом, писателем и издателем.

## Жизнь
Барт относится к вюртембергскому пиетизму и считается одним из «отцов» возрождения там в XIX веке. Он был пастором в Мётлингене с 1834 по 1838 год, а затем работал в Calwer Verlagsverein (основанной в 1833 году), где выступал за распространение христианской народной литературы. Затем пасторство в Мётлингене перешло к Иоганну Кристофу Блюмхардту (1838–1852); благодаря его пастырским усилиям для больной женщины Готлибин Диттус это место позже стало широко известно в результате связанного с ним одержимости и явлений с привидениями.
В поездках в Англию и Шотландию он знакомится с Евангелическим Альянсом.
Барт является автором многих песен, некоторые из которых также вошли в сборники церковных гимнов. В текущем сборнике протестантских гимнов есть песня «Der du in Totennächen» (EG 257) и несколько строф из «Солнца справедливости» (EG 262).
Написанная им в 1832 году книга «Два раза два и пятьдесят библейских рассказов для школ и семей» стала бестселлером: по всему миру было продано 5 миллионов экземпляров на 87 языках.  Книга представляет собой детскую библию в духе возрождения, которая носит то же название, что и известная детская библия Иоганна Хюбнера 1714 года.
Его история Вюртемберга , впервые опубликованная в 1843 году, выдержала множество изданий . Там можно найти следующий панегирик: «Внимательный читатель должен прежде всего знать, что в мире есть две обетованные страны: одна — земля Ханаана или Палестины, другая — Вюртемберг!»
Кристиан Готтлоб Барт был известен своей обширной этнологической коллекцией, которая постоянно пополнялась работавшими на него миссионерами по всему миру. Он передал важные произведения тогдашнему кабинету естественной истории в Штутгарте и Тюбингенскому университету. В 1845 году он был избран членом-корреспондентом Баварской академии наук.  В 1848 году он стал почетным членом Ассоциации национальной естественной истории в Вюртемберге.

## День памяти
12 ноября по евангельскому именному календарю.

## Работы (подборка)
- О пиетистах с особым упором на вюртембергцев и их самые последние обстоятельства. В дополнение к приложению о плане новых религиозных общин, о брате Ульрихе и о трактатных обществах. Фьюз, Тюбинген, 1819 г.
- Южногерманские оригиналы. Фрагментами нарисованы сами Бенгель, Этингер, Флаттих. Лёфлунд, Штутгарт, 1828 г. ( Оцифровка, том 1 ), ( том 2 ), ( том 3: Флаттих, Хан, Хош ), ( том 4: Хан, Хош и другие )
- Сетма, турчанка. Рассказ для детей-христиан автора "Бедного Генриха". Штайнкопф, Штутгарт, 1833 г. ( цифровая копия )
- раздор и единство верующих. Штайнкопф, Штутгарт, 1835 г. ( цифровая копия )
- Юность Иоганна Шмидгалла. Рассказ для христианских детей. Штайнкопф, Штутгарт, 1836 г.
- Христианские стихи. Штайнкопф, Штутгарт, 1836 г. ( цифровая копия )
- Библейское естествознание для школ и семей. Штайнкопф, Штутгарт, 1836 г. ( цифровая копия )
- Бедный Генрих, или хижина паломника на Вайсенштайне. Рассказ для христианских детей. Штутгарт 1838.
- Пиетизм и спекулятивное богословие. Письмо г-ну Диаконусу доктору Марклин в Кальве. Штайнкопф, Штутгарт, 1839 г. ( цифровая копия )
- Песни и стихи для христианских детей автора "Армен Генрих". Штайнкопф, Штутгарт, 1842 г. ( цифровая копия )
- Ангел Завета. Вклад в христологию. Послание мистеру Секрету Рату Шеллингу в Берлин. Лейпциг 1845. ( цифровая копия )
- Рождественское утро или чернильница. Рассказ для христианских детей. Автор «Армен Генрих.» Штайнкопф, Штутгарт, 1851 г. ( Цифровая копия 4-го издания )
- Справочник библейских древностей для понимания Священного Писания. Штайнкопф, Штутгарт, 1852 г. ( цифровая копия )
- Библейская поэзия для детей. От автора «Бедного Генриха». Штайнкопф, Штутгарт, 1853 г. ( цифровая копия )
- Негритянский король Замба. История раба. Дополнение к «Хижине дяди Тома». Штайнкопф, Штутгарт, 1853 г. ( цифровая копия )
- миссионерские песни. Vereinsbuchhandlung, Calw 1864. ( цифровая копия )
- Манжета негритянского мальчика. Сказка для христианских детей. От автора «Бедного Генриха». Steinkopf, Stuttgart 1869. ( Цифровая копия 3-го издания )
- Тысяча библейских вопросов и ответов из молодежных журналов. Vereinsbuchhandlung, Calw 1878. ( Цифровая копия 4-го издания 1878 г. )
- История Вюртемберга. Опубликовано Calwer Verlagsverein. Издание 5. Клубный книжный магазин, Кальв/Штутгарт, 1884 г. ( цифровая копия )